# Leichtathletik-Europameisterschaften 2014/Weitsprung der Frauen

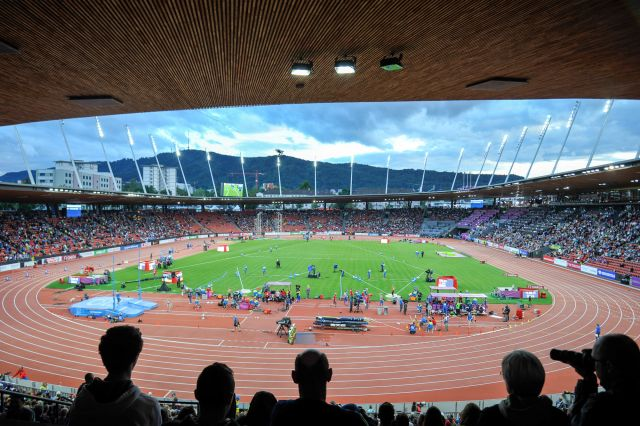
Das Letzigrund-Stadion während der Europameisterschaften 2014

Der Weitsprung der Frauen bei den Leichtathletik-Europameisterschaften 2014 wurde am 12. und 13. August 2014 im Letzigrund-Stadion von Zürich ausgetragen.
Europameisterin wurde die französische Titelverteidigerin Éloyse Lesueur. Sie gewann vor der serbischen WM-Dritten von 2013 Ivana Španović. Bronze ging an die Russin Darja Klischina.

## Bestehende Rekorde
| Weltrekord           | 7,52 m | Galina Tschistjakowa | Leningrad (heute St. Petersburg), Sowjetunion (heute Russland) | 11. Juni 1988   |
| Europarekord         | 7,52 m | Galina Tschistjakowa | Leningrad (heute St. Petersburg), Sowjetunion (heute Russland) | 11. Juni 1988   |
| Meisterschaftsrekord | 7,27 m | Heike Drechsler      | EM Stuttgart, BR Deutschland                                   | 27. August 1986 |

Der bereits seit 1986 bestehende EM-Rekord wurde auch bei diesen Europameisterschaften weit verfehlt. Die größte Weite erzielte die französische Europameisterin Éloyse Lesueur im Finale mit 6,85 m bei einem Gegenwind von 0,3 m/s, womit sie 42 Zentimeter unter dem Rekord blieb. Zum Welt- und Europarekord fehlten ihr 67 Zentimeter.

## Windbedingungen
In den folgenden Ergebnisübersichten sind die Windbedingungen zu den jeweiligen Sprüngen mitbenannt. Der erlaubte Grenzwert liegt bei zwei Metern pro Sekunde. Bei stärkerer Windunterstützung wird die Weite für den Wettkampf gewertet, findet jedoch keinen Eingang in Rekord- und Bestenlisten.

## Legende
Kurze Übersicht zur Bedeutung der Symbolik – so üblicherweise auch in sonstigen Veröffentlichungen verwendet:
| NM  | keine Weite (no mark)                 |
| ogV | ohne gültigen Versuch                 |
| –   | verzichtet                            |
| x   | ungültig                              |
| r   | Wettkampf nicht fortgesetzt (retired) |

## Qualifikation
12. August 2014, 20:07 Uhr
28 Wettbewerberinnen traten in zwei Gruppen zur Qualifikationsrunde an. Sechs von ihnen (hellblau unterlegt) übertrafen die Qualifikationsweite für den direkten Finaleinzug von 6,65 m. Damit war die Mindestzahl von zwölf Finalteilnehmerinnen nicht erreicht. Das Finalfeld wurde mit den sechs nächstplatzierten Sportlerinnen (hellgrün unterlegt) auf zwölf Springerinnen aufgefüllt. So reichten für die Finalteilnahme schließlich 6,44 m.

### Gruppe A

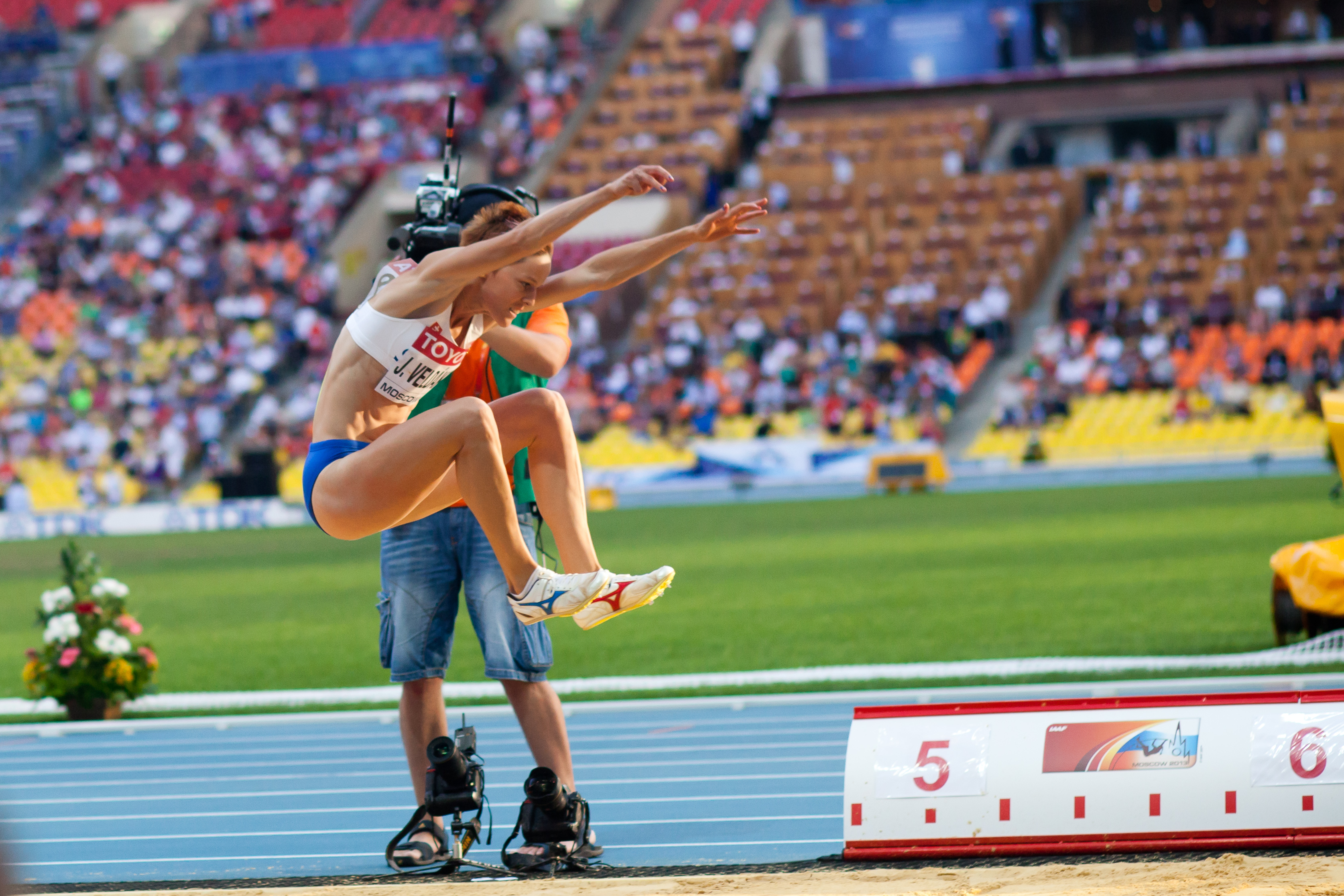
Jana Velďáková erreichte mit 6,24 m nicht das Finale
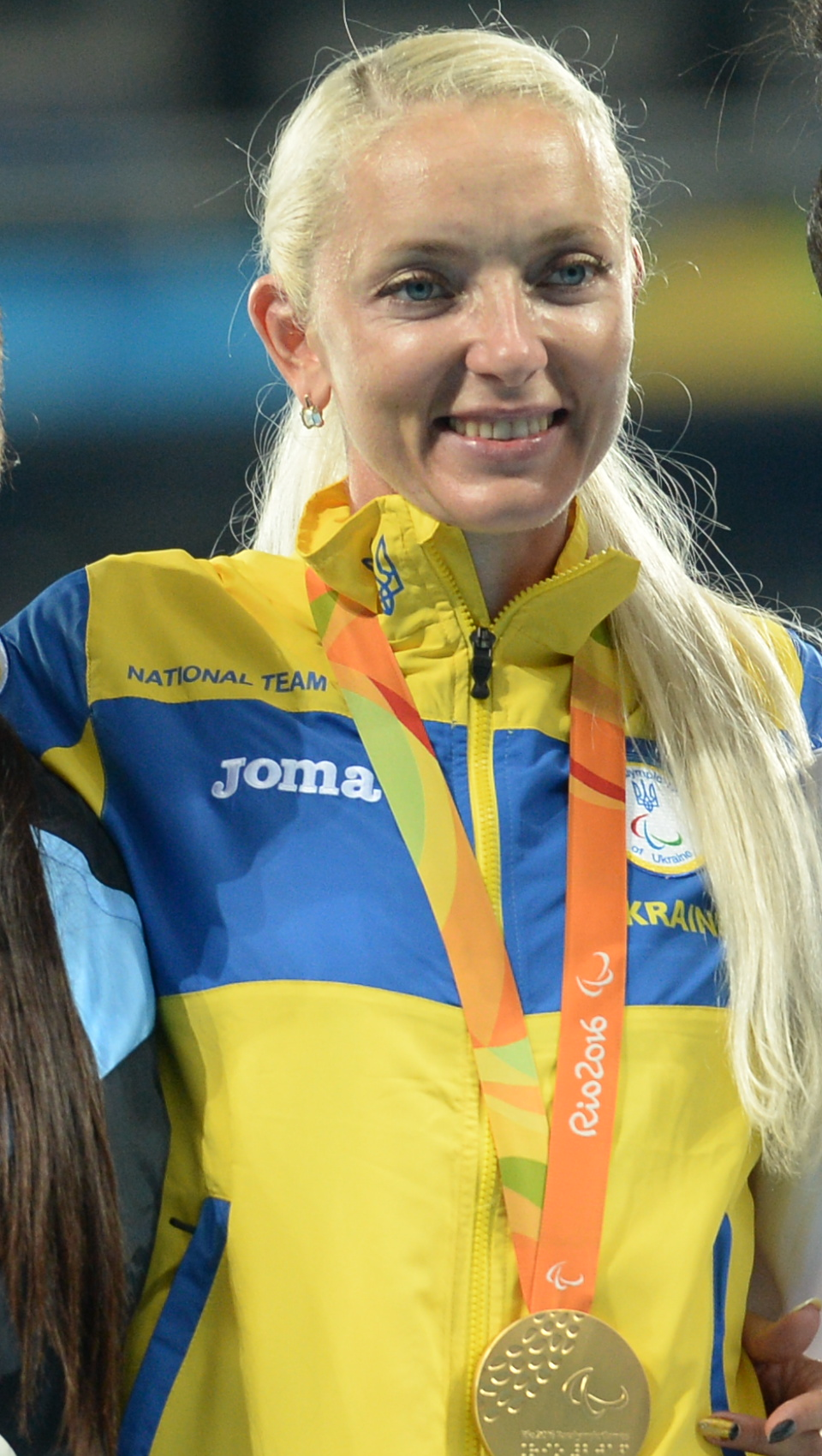
Oksana Subkowska scheiterte mit ihren 6,22 m in der Qualifikation

| Platz | Name                  | Nation      | Resultat (m) | 1. Versuch (m) Wind (m/s) | 2. Versuch (m) Wind (m/s) | 3. Versuch (m) Wind (m/s) |
| 1     | Malaika Mihambo       | Deutschland | 6,70         | 6,39 / +0,3               | 6,29 / −0,5               | 6,70 / −0,2               |
| 2     | Ivana Španović        | Serbien     | 6,66         | 6,66 / +0,2               | –                         | –                         |
| 3     | Alina Rotaru          | Rumänien    | 6,65         | 6,54 / +0,5               | 6,49 / +0,4               | 6,65 / −0,2               |
| 4     | Melanie Bauschke      | Deutschland | 6,56         | 6,53 / ±0,0               | 6,47 / −0,5               | 6,56 / +0,1               |
| 5     | Anna Kljaschtornaja   | Russland    | 6,53         | 6,53 / +0,2               | 6,41 / −0,4               | x                         |
| 6     | Erica Jarder          | Schweden    | 6,52         | 6,46 / +0,4               | 6,52 / +0,5               | –                         |
| 7     | Irene Pusterla        | Schweiz     | 6,39         | x                         | 6,39 / ±0,0               | x                         |
| 8     | Hafdís Sigurdardóttir | Island      | 6,27         | 5,84 / −0,3               | 5,89 / −0,2               | 6,27 / ±0,0               |
| 9     | Jana Velďáková        | Slowakei    | 6,24         | 6,24 / −1,1               | 6,21 / −0,2               | x                         |
| 10    | Oksana Subkowska      | Ukraine     | 6,22         | 6,19 / +0,4               | x                         | 6,22 / −0,6               |
| 11    | Juliet Itoya          | Spanien     | 6,20         | 6,20 / −0,6               | 6,12 / ±0,0               | x                         |
| 12    | Fanni Schmelcz        | Ungarn      | 5,90         | 5,80 / −0,9               | x                         | 5,90 / −0,9               |
| 13    | Maiko Gogoladze       | Georgien    | 5,73         | x                         | 5,50 / +0,6               | 5,73 / +0,2               |
| NM    | Māra Grīva            | Lettland    | ogV          | x                         | r                         | –                         |

### Gruppe B

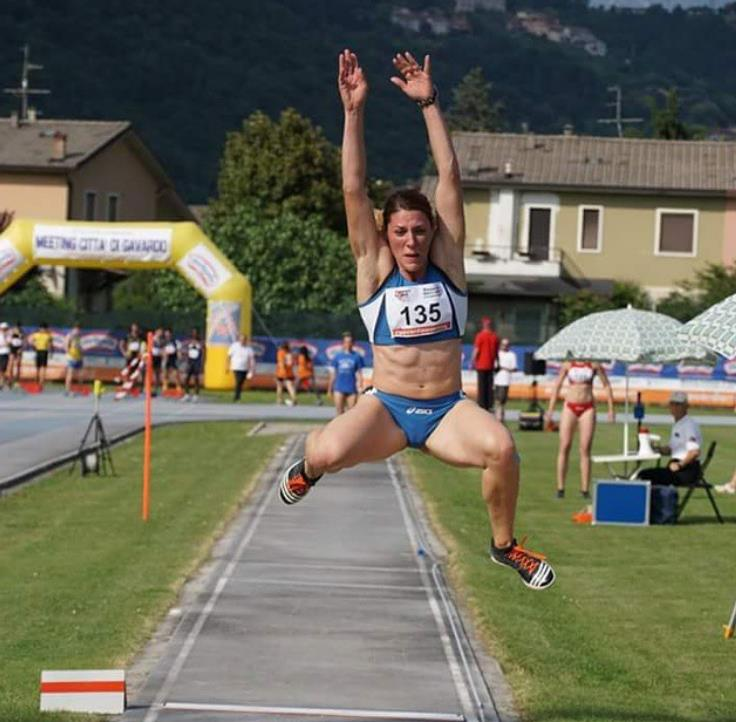
Tania Vicenzinos 6,22 m reichten nicht zur Teilnahme am Finale
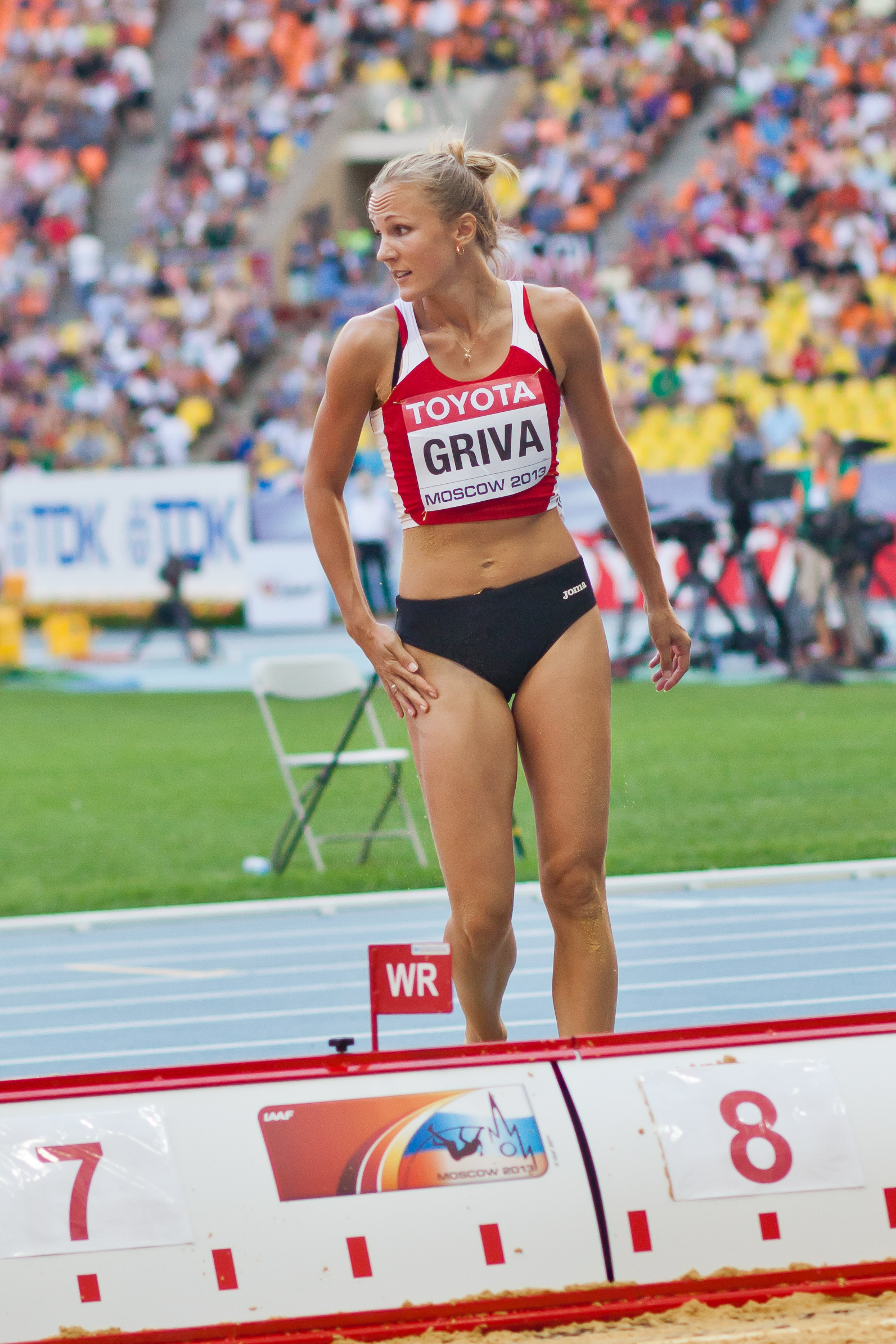
Lauma Grīvas 6,14 m waren deutlich zu wenig, um im Finale dabei zu sein

| Platz | Name                  | Nation       | Resultat (m) | 1. Versuch (m) Wind (m/s) | 2. Versuch (m) Wind (m/s) | 3. Versuch (m) Wind (m/s) |
| 1     | Éloyse Lesueur        | Frankreich   | 6,72         | x                         | 6,72 / −0,6               | –                         |
| 2     | Darja Klischina       | Russland     | 6,66         | 6,66 / −0,8               | –                         | –                         |
| 3     | Aiga Grabuste         | Lettland     | 6,65         | 6,51 / +0,7               | 6,46 / −0,1               | 6,65 / −0,8               |
| 4     | Wolha Sudarawa        | Belarus      | 6,53         | 6,53 / −0,2               | 6,36 / −0,8               | 6,23 / +0,8               |
| 5     | Sosthene Moguenara    | Deutschland  | 6,50         | 6,36 / +1,0               | 6,39 / −0,8               | 6,50 / ±0,0               |
| 6     | Nina Djordjevic       | Slowenien    | 6,44         | 6,11 / ±0,0               | 6,44 / +0,1               | 6,29 / −1,2               |
| 7     | María del Mar Jover   | Spanien      | 6,36         | 6,36 / −0,1               | x                         | x                         |
| 8     | Marharyta Twerdochlib | Ukraine      | 6,31         | 6,31 / +0,2               | 6,13 / −0,6               | 6,16 / −0,9               |
| 9     | Cornelia Deiac        | Rumänien     | 6,23         | 5,98 / −0,3               | 6,23 / ±0,0               | x                         |
| 10    | Tania Vicenzino       | Italien      | 6,22         | 6,17 / −0,6               | x                         | 6,22 / −0,6               |
| 11    | Rebecca Camilleri     | Malta        | 6,17         | 6,10 / −0,6               | 6,17 / −0,6               | 6,08 / +0,2               |
| 12    | Lauma Grīva           | Lettland     | 6,14         | 6,14 / +0,5               | x                         | x                         |
| 13    | Nektaria Panagi       | Zypern       | 6,12         | 5,99 / +0,2               | 5,98 / +0,3               | 6,12 / −0,8               |
| 14    | Efthymia Kolokytha    | Griechenland | 6,00         | x                         | 5,93 / −0,3               | 6,00 / −1,4               |

## Finale
13. August 2014, 20:00 Uhr
| Platz | Name                | Nation      | Resultat (m) | 1. Versuch (m) Wind (m/s) | 2. Versuch (m) Wind (m/s) | 3. Versuch (m) Wind (m/s) | 4. Versuch (m) Wind (m/s)                     | 5. Versuch (m) Wind (m/s)                     | 6. Versuch (m) Wind (m/s)                     |
| 1     | Éloyse Lesueur      | Frankreich  | 6,85         | 6,65 / −3,9               | x                         | x                         | 6,85 / −0,3                                   | x                                             | x                                             |
| 2     | Ivana Španović      | Serbien     | 6,81         | 6,81 / −1,6               | 6,36 / −1,7               | 6,53 / −1,8               | 6,75 / −1,1                                   | 6,80 / −0,4                                   | 6,65 / −1,7                                   |
| 3     | Darja Klischina     | Russland    | 6,65         | 6,38 / −0,7               | 6,41 / −1,3               | x                         | 6,53 / −0,3                                   | 6,42 / −0,4                                   | 6,65 / −0,1                                   |
| 4     | Malaika Mihambo     | Deutschland | 6,65         | 5,70 / −1,1               | 6,45 / −1,3               | x                         | 6,22 / −0,5                                   | 6,65 / +0,1                                   | 6,51 / −1,8                                   |
| 5     | Aiga Grabuste       | Lettland    | 6,57         | 6,35 / −0,4               | x                         | 6,52 / −0,2               | x                                             | 6,57 / −0,2                                   | 6,56 / −0,6                                   |
| 6     | Melanie Bauschke    | Deutschland | 6,55         | 6,55 / +0,1               | 6,37 / −0,7               | x                         | x                                             | 6,44 / −0,7                                   | 6,50 / −0,9                                   |
| 7     | Alina Rotaru        | Rumänien    | 6,55         | x                         | 6,46 / −0,6               | 6,55 / −0,5               | 6,45 / +0,3                                   | 6,33 / −1,2                                   | 6,40 / −1,3                                   |
| 8     | Erica Jarder        | Schweden    | 6,39         | x                         | 6,39 / −2,3               | 6,26 / +1,0               | 6,33 / −0,5                                   | x                                             | x                                             |
| 9     | Sosthene Moguenara  | Deutschland | 6,38         | 6,38 / −2,1               | x                         | 6,33 / −0,7               | nicht im Finale der besten acht Springerinnen | nicht im Finale der besten acht Springerinnen | nicht im Finale der besten acht Springerinnen |
| 10    | Anna Kljaschtornaja | Russland    | 6,31         | x                         | 6,31 / −0,3               | 6,09 / −2,2               | nicht im Finale der besten acht Springerinnen | nicht im Finale der besten acht Springerinnen | nicht im Finale der besten acht Springerinnen |
| 11    | Wolha Sudarawa      | Belarus     | 6,29         | 6,25 / −1,4               | x                         | 6,29 / ±0,0               | nicht im Finale der besten acht Springerinnen | nicht im Finale der besten acht Springerinnen | nicht im Finale der besten acht Springerinnen |
| 12    | Nina Djordjevic     | Slowenien   | 6,19         | x                         | 6,19 / −1,4               | 6,14 / −0,8               | nicht im Finale der besten acht Springerinnen | nicht im Finale der besten acht Springerinnen | nicht im Finale der besten acht Springerinnen |

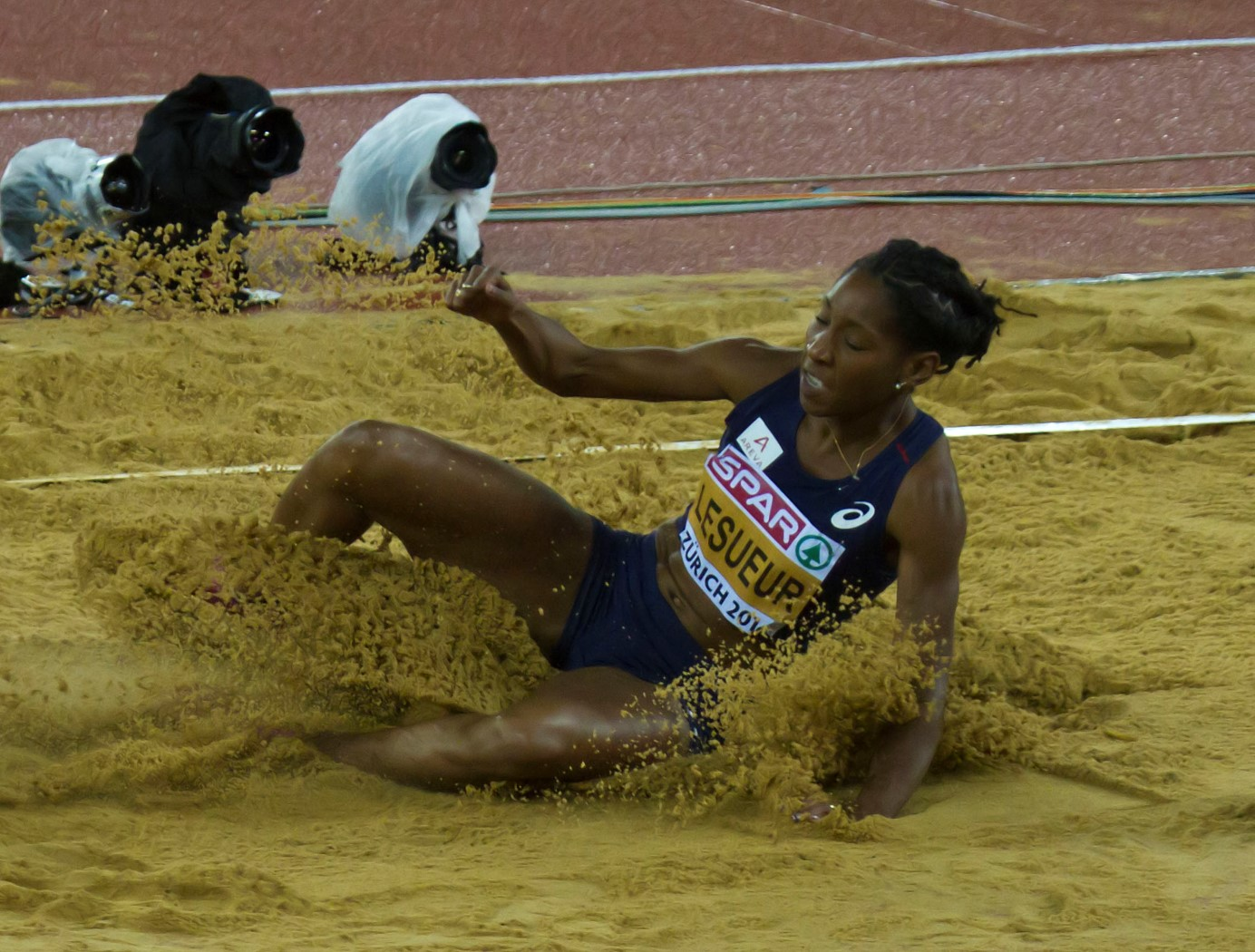
Europameisterin Éloyse Lesueur konnte ihren Titel verteidigen
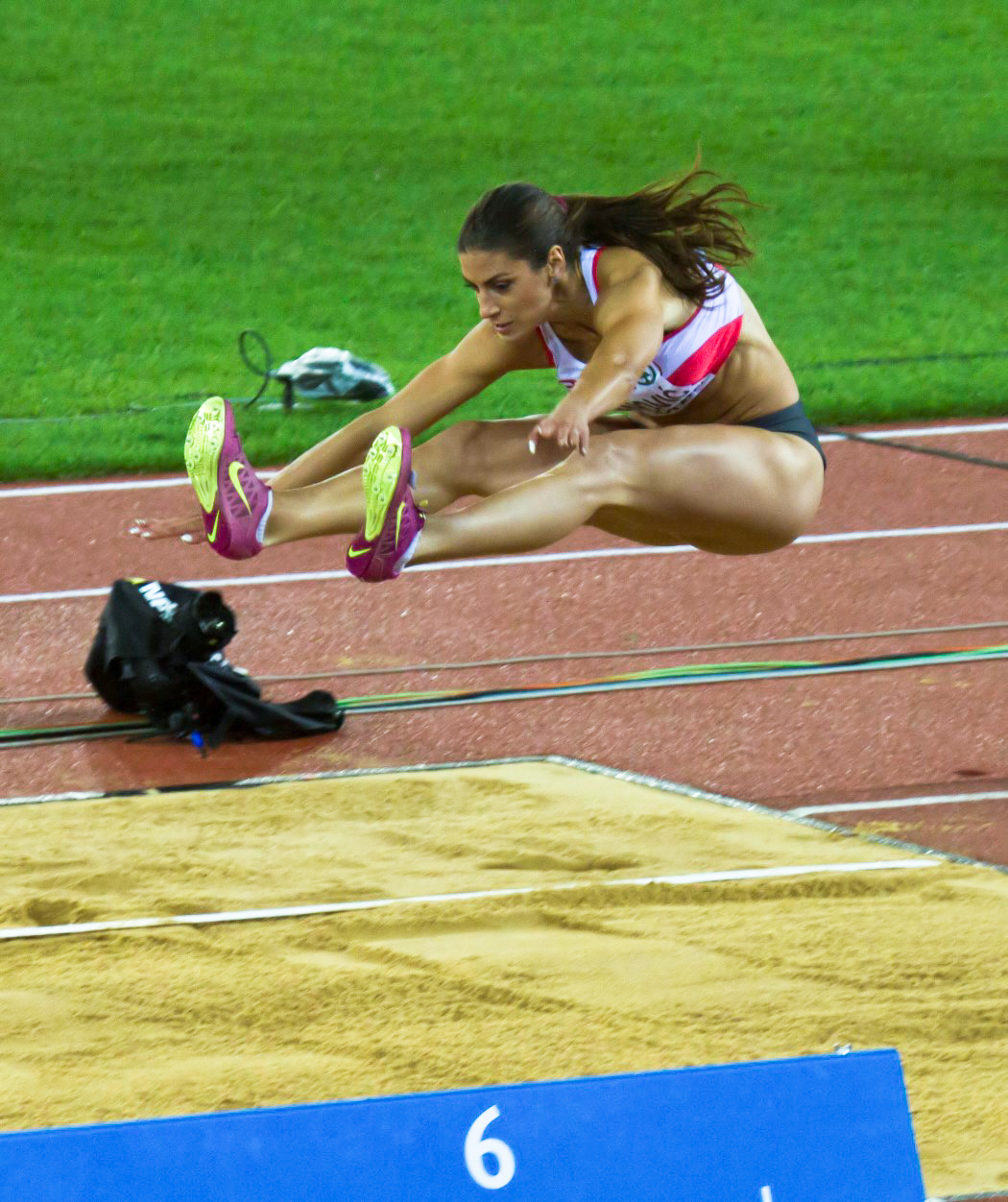
Vizeeuropameisterin Ivana Španović
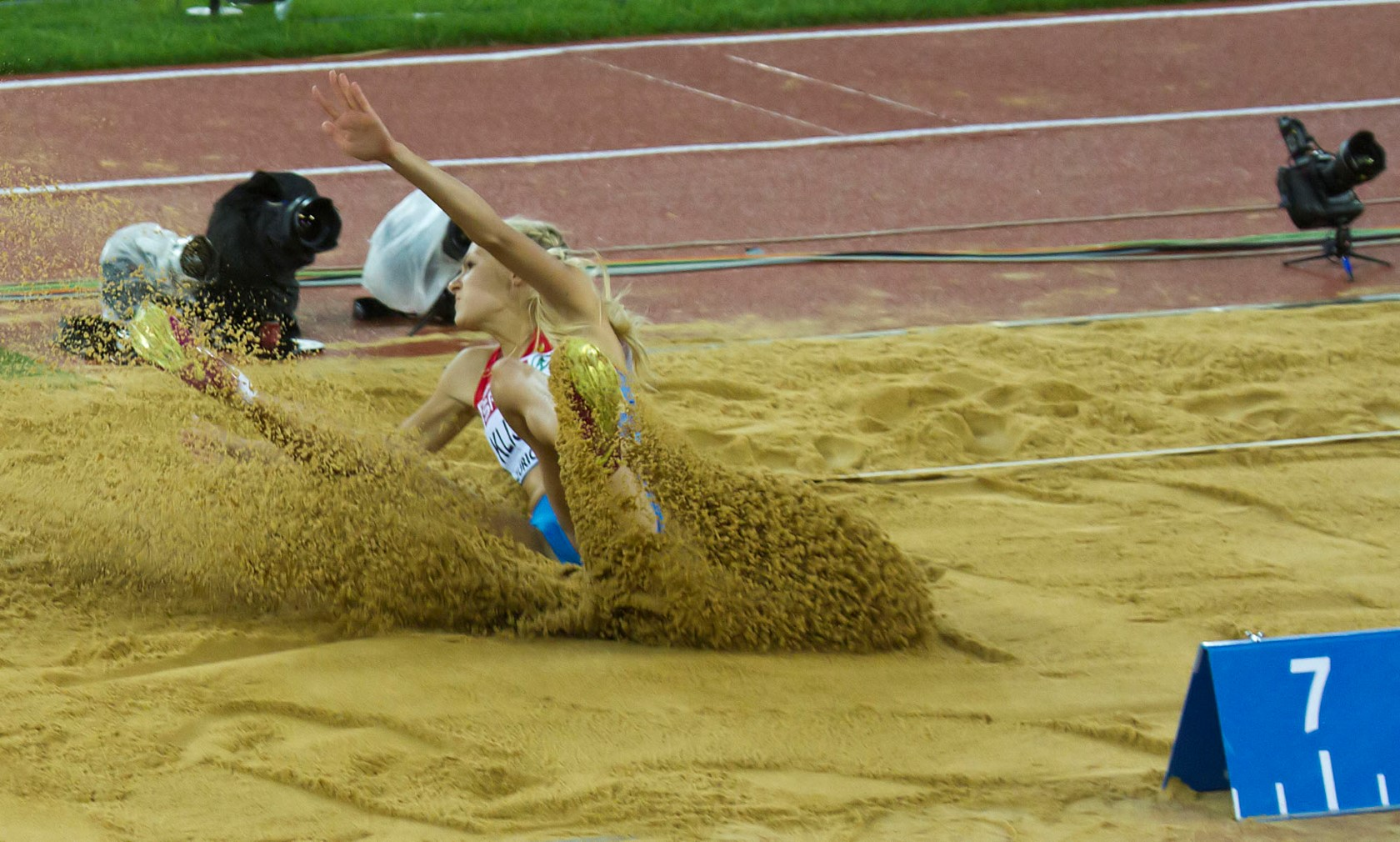
Bronzemedaillengewinnerin Darja Klischina

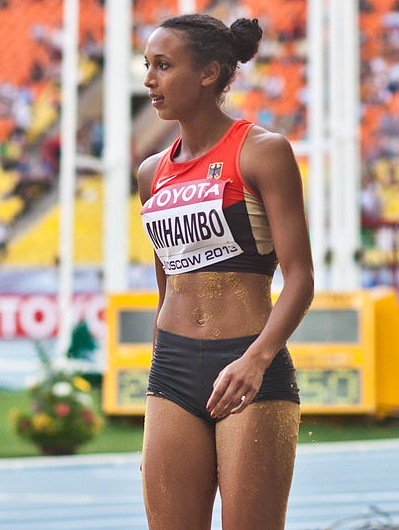
Der viertplatzierten Malaika Mihambo fehlte zur Medaille nur ein um drei Zentimeter besserer zweitbester Sprung
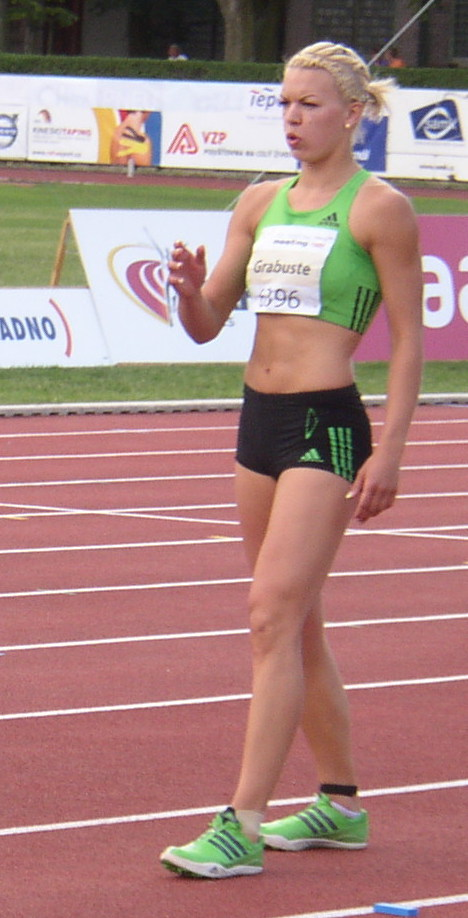
Aiga Grabuste wurde Fünfte
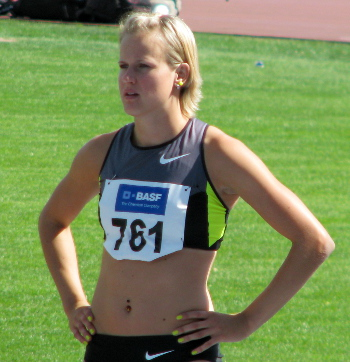
Melanie Bauschke erreichte Platz sechs
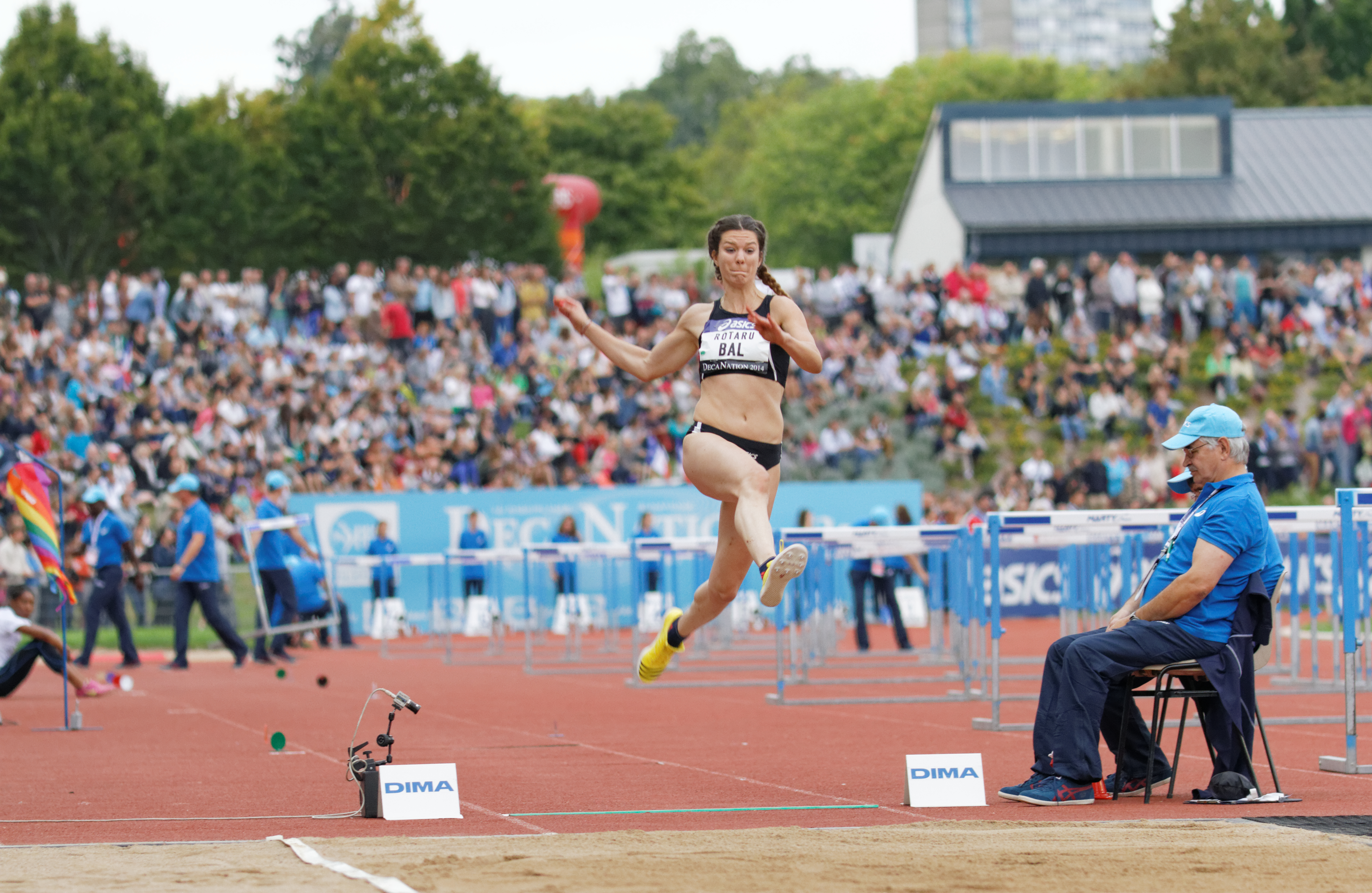
Alina Rotaru kam auf den siebten Platz

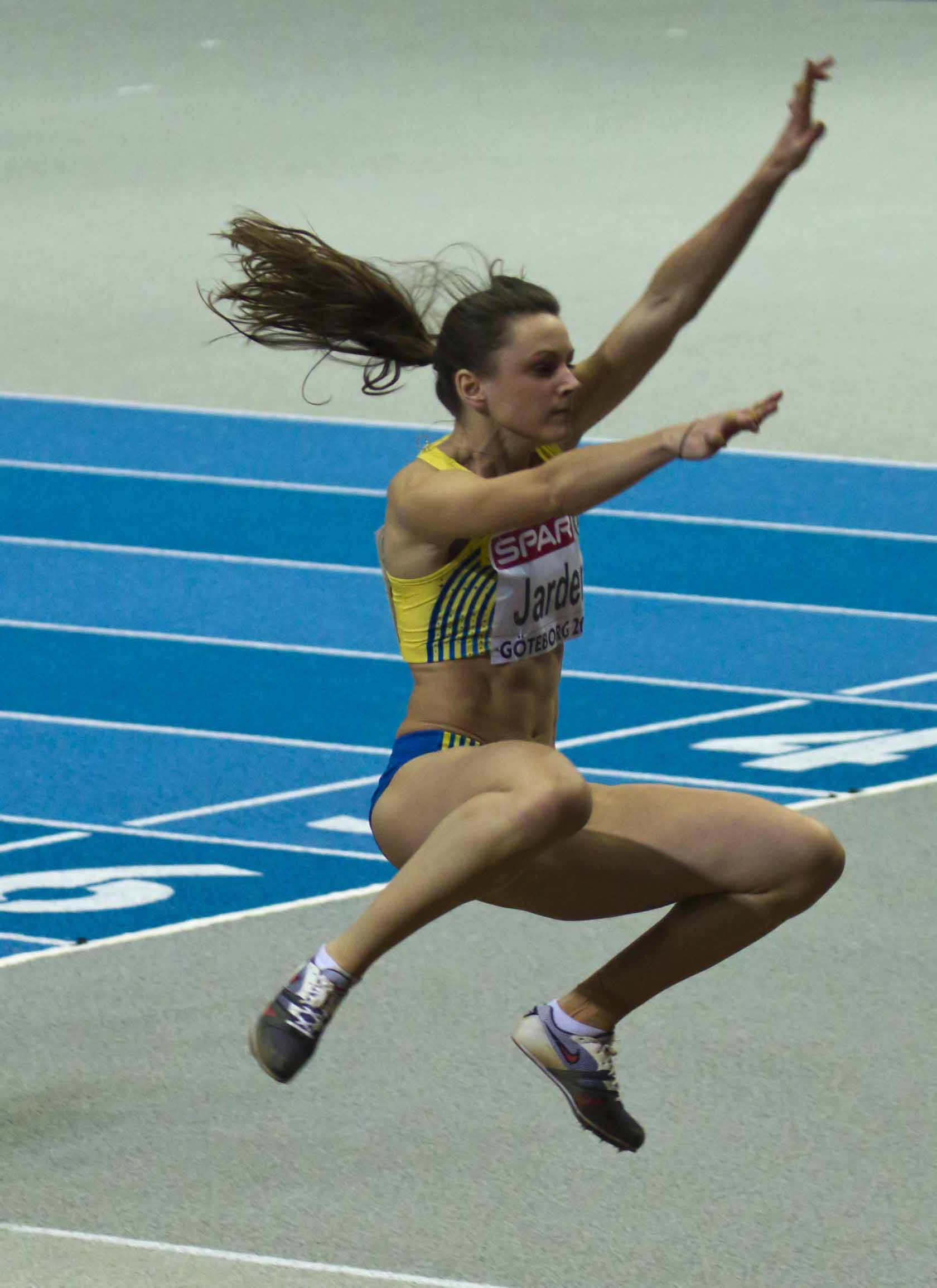
Erica Jarder belegte Rang acht
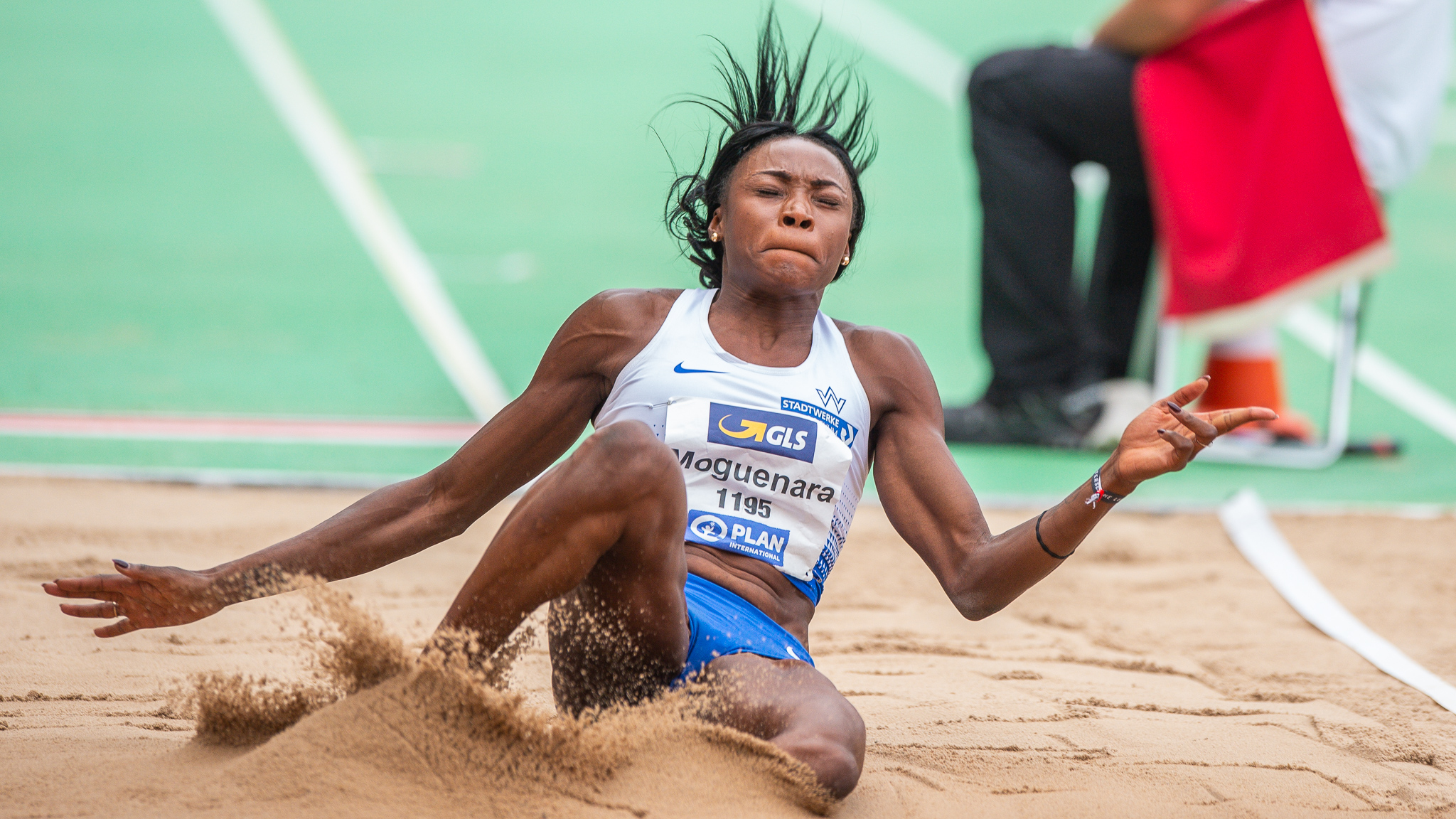
Die neuntplatzierte Sosthene Moguenara
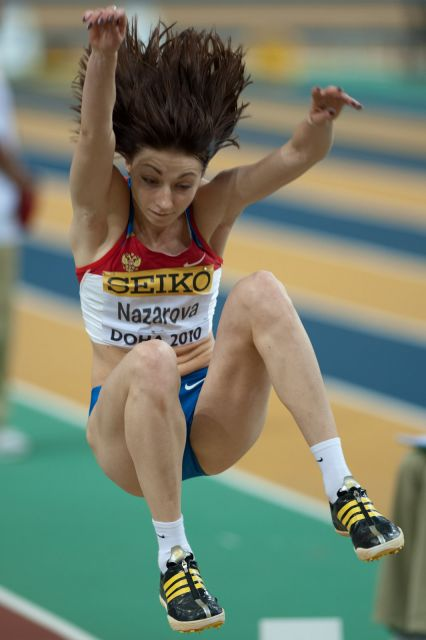
Anna Kljaschtornaja – Platz zehn
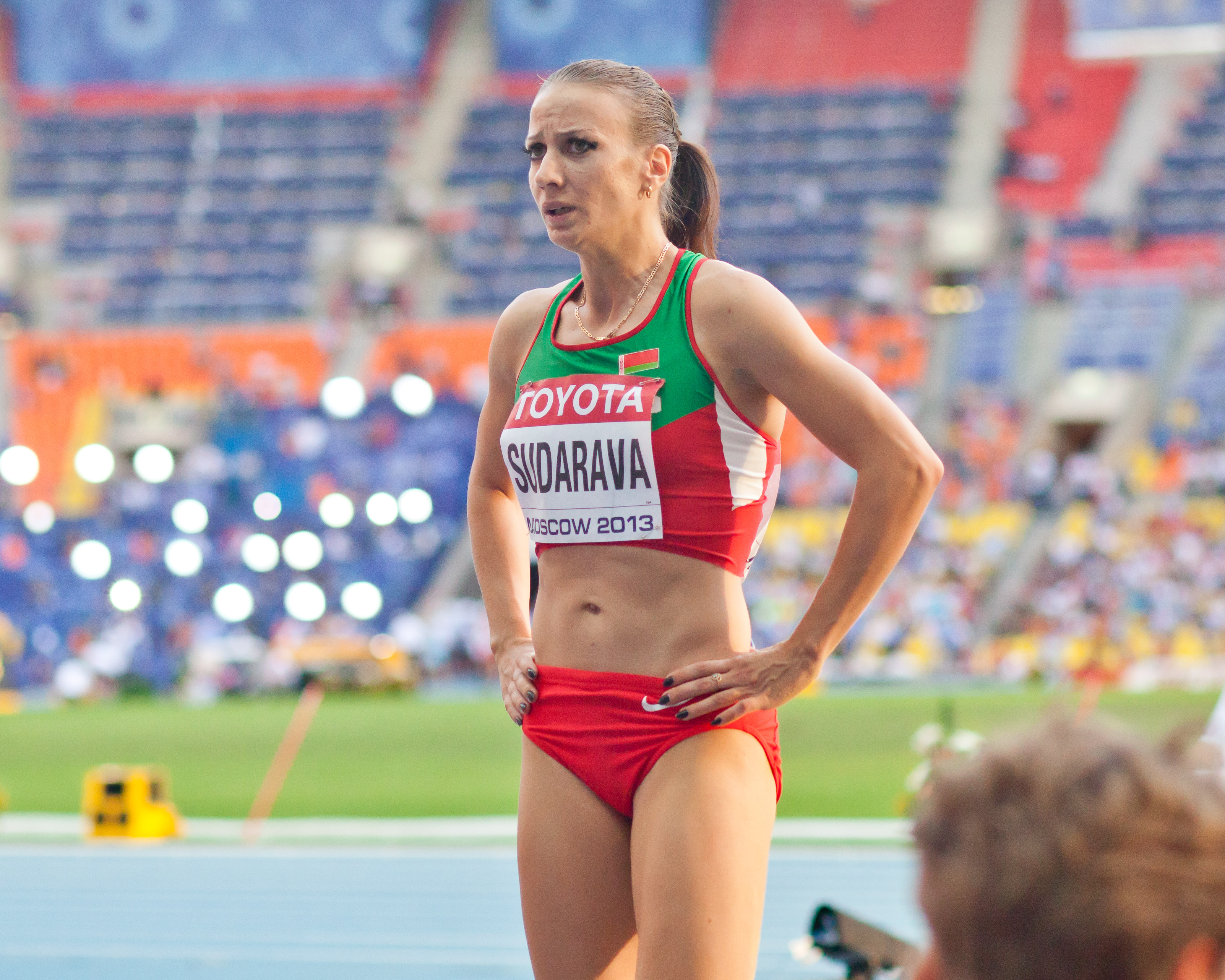
Wolha Sudarawa – Elfte

## Videolink
- Darya Klishina receives medal long jump final European Athletics Championships 2014 Zurich, youtube.com, abgerufen am 16. Februar 2020